# آلبوم ریمیکس
آلبوم ریمیکس یا آلبوم ضبط جدید یا بازترکیبی (به انگلیسی: Remix album) به آلبومی گفته می‌شود که اکثر ترانه‌های آن دوباره ضبط شده باشد. این آلبوم‌ها معمولاً شامل ضبط جدید (ریمیکس) ترانه‌های آلبوم‌های قبلی یک هنرمند است.
پرفروش‌ترین آلبوم دوباره‌ضبط جهان با نام «خون روی زمین رقص: تاریخ در میکس» متعلق به مایکل جکسون، هنرمند و موسیقی‌دان اهل آمریکا است.